# Michel Nicolas Gérard
Pour les articles homonymes, voir Michel Gérard (homonymie).
Michel Nicolas Gérard est un homme politique français né le 30 mars 1808 à Blincourt (Oise) et décédé le 8 juin 1876 à Paris.

## Biographie
Il est le fils de Dominique Nicolas Gérard et de Sophie Michelle Boucher.
Propriétaire, il est maire de Blincourt et conseiller d'arrondissement.
En 1848, il est élu député de l'Oise, siégeant à droite jusqu'en 1851. 
Il ne soutient pas le coup d’État du 2 décembre 1851 et se présente en candidat d'opposition en 1857. 
Il est à nouveau élu député de l'Oise en 1871 et siège au centre-gauche, soutenant Thiers en faveur de la République, jusqu'au scrutin de février 1876, où il ne sollicite pas le renouvellement de son mandat. Il décède trois mois plus tard.

### Mariage et descendance
Il épouse Marie Anne Hortense Brancourt, dont il a un fils :
- Edmond Nicolas Gérard (1836-1914), marié à Paris 7e le 15 avril 1865 avec Louise Marie Tétu (1844-1929). Dont :
  - Marguerite Gérard (1866-1941), mariée en 1888 avec Henri Panhard, notaire à Paris (1863-1933), dont postérité ;
  - Alice Gérard (1870-1954), mariée en 1892 avec Maurice Levert (1858-1944), fils de Charles Levert. Dont postérité.

## Sources
- « Michel Nicolas Gérard », dans Adolphe Robert et Gaston Cougny, Dictionnaire des parlementaires français, Edgar Bourloton, 1889-1891 [détail de l’édition]